# Carlos Murillo
Carlos Murillo (* 10. Dezember 1970 in Panama) ist ein ehemaliger panamaischer Boxer im Halbfliegengewicht. 

## Profikarriere
Im Jahre 1990 begann er erfolgreich seine Profikarriere. Am 13. Januar 1997 boxte er gegen Choi Hi-yong um den Weltmeistertitel des Verbandes WBA und siegte nach Punkten. Diesen Gürtel verlor er allerdings bereits in seiner zweiten Titelverteidigung im Mai desselben Jahres an Keiji Yamaguchi.
Im Jahre 2005 beendete er seine Karriere.